# Честнат Лодж

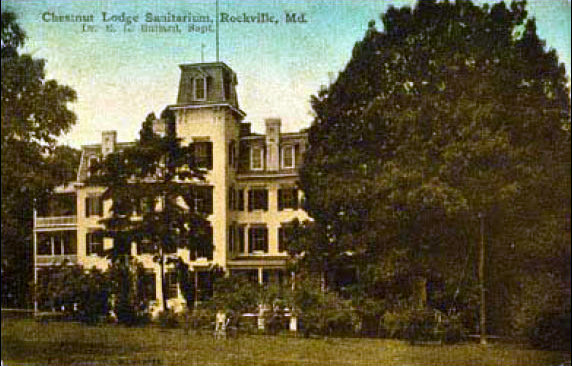
Hand coloured photographic postcard of Chestnut Lodge Sanitorium postmarked 1909

Честнат Лодж (ранее известный как «Отель Вудлоун») — историческое здание в городе Роквилл (Мэриленд), США. Построенное как пансионат, служило гостиницей, затем психиатрической лечебницей. Является так называемым «вносимым имуществом» в историческом районе авеню «Западное Монтгомери».

## История
В 1886 году Чарльз Г. Вилсон подрядил архитектора для постройки четырёхэтажного каменного здания для летнего пансиона на 5 акрах земли, приобретенной им к западу от Роквилла. Во время строительства здания Вилсон обанкротился, и незаконченное сооружение было куплено за 6 тысяч долларов Мэри Дж. Колли (владелелицей отеля «Кларендон» в округе Вашингтон) и её партнером Чальзом В. Беллом. Новые владельцы завершили строительство, и весной 1889 года был открыт отель. Отель выделялся электрическими звонками, газовым освещением и четырьмя десятками роскошных комнат. Отель был чрезвычайно успешен, принимая посетителей из округа Вашингтон, которые часто останавливались здесь на летний период.
Приблизительно после декады успешного существования отель «Вудлоун» стал приходить в упадок, так как многие из его постоянно проживающих клиентов приобрели жилье в Роквилле. В 1906 году владельцы отеля имели серьезные долги и были вынуждены продать здание и землю на публичном аукционе. Отель был куплен доктором Эрнестом Л. Баллардом, родом из Милуоки, Висконсин, хирургом и профессором психиатрии и неврологии. Баллард обновил здание и открыл его в 1910 году как санаторий для лечения нервных и психических заболеваний, переименовав его в Честнат Лодж в честь 125-летнего каштанового дерева, которое росло на этих землях.
В течение многих лет Баллард был единственным психиатром, работающим в санатории, но в последующие 75 лет три поколения семьи Балларда управляли частной больницей. Множество известных психиатров и психотерапевтов, включая Фриду Фромм-Рейхман, Уэйна Фентона, Томаса МакГлэшена, Гарольда Сирлса, Отто Аллена Уилла — младшего, работали в больнице многие годы. Больница была местом серии значительных исследований результатов долгосрочного лечения, известных как работы в Честнат Лодж.
В 1950-х и 60-х годах прогрессивный танцетерапевт Мэриан Чейс, одна из основоположниц танцевально-двигательной терапии, регулярно проводила занятия с группами пациентов. Этим же занималась и Джудит Ричардсон Банни. В 1960-х — 70-х Донн Б. Мерфи проводил занятия по драматерапии.
В 1997 году здание было куплено CPC Health, затем в 2001 году перешло Вашингтонской Вальдорфской школе. В декабре 2001 году собственность была передана Chestnut Lodge Properties, Inc.
В 2008 году собственность была переведена в кондоминиум. Маленькая каштановая роща и часть исторических фасадов были законсервированы. Но 7 июня 2009 года здание было уничтожено пожаром. Здание пустовало, жертв не было. Причина пожара не была установлена.

## В культуре
Психиатрическая больница Честнат Лодж была описана в книге «Я никогда не обещала вам розового сада» писательницы Джоанн Гринберг, а также послужила прототипом больницы фильма «Лилит».